# انجمن جانورشناسی لندن
انجمن جانورشناسی لندن (انگلیسی: Zoological Society of London) انجمنی ناسودبر است که به محافظت از جانوران و زیستگاههای آنها در سراسر جهان کمک می‌کند. این انجمن در آوریل سال ۱۸۲۶ به کوشش سر تامس استمفورد رافلز (۱۷۸۱–۱۸۲۶) و دیگر طبیعی‌دانان نامداری چون لرد آکلند (۱۷۸۴–۱۸۴۹)، سر هامفری دیوی (۱۷۷۸–۱۸۲۹)، جوزف سباین (۱۷۷۰–۱۸۳۷)، و نیکولاس ایلوارد ویگورس (۱۷۸۵–۱۸۴۰) گشایش یافت. این انجمن نقش مهمی در بررسی تطبیقی جانوران داشت و کمک بسیاری به دانش‌مندانی چون چارلز داروین در بنیان‌گذاری نگره نوین فرگشتی کرد.